# European Association of Public Banks
Die European Association of Public Banks (EAPB) mit Sitz in Brüssel ist ein Verband, der die Interessenvertretung öffentlich-rechtlicher Banken sowie Banken in staatlichem Besitz auf europäischer Ebene zum Ziel hat.
Der Verband wurde am 4. Mai 2000 gegründet und vertritt ausschließlich Mitglieder in der EU, der Schweiz und in EWR-Staaten. 
Mitglieder sind neben Bankenverbänden wie dem Bundesverband Öffentlicher Banken Deutschlands und dem Verband Schweizerischer Kantonalbanken auch einzelne Kreditinstitute wie die Landesbank Baden-Württemberg und die NRW.Bank, die Förderbank des Landes Nordrhein-Westfalen. Entsprechend der starken Stellung staatlicher Banken in Deutschland bilden deutsche Institute einen bedeutenden Teil der Mitglieder. Die EAPB vertritt über Einzel- und Verbandsmitgliedschaften ca. 100 europäische Finanzinstitute.